# Josiah Gray
Josiah E. Gray (New Rochelle, Nueva York, 21 de diciembre de 1997), más conocido como Josiah Gray, es un jugador profesional estadounidense de béisbol que se desempeña en la posición de lanzador en Washington Nationals, equipo de las Grandes Ligas de Béisbol (MLB).

## Carrera
Gray hizo su debut en la MLB con el equipo Los Angeles Dodgers, en el cual jugó una temporada (2021), después pasó a Washington Nationals, donde lleva jugando cuatro temporadas.